# Drosophila medialis
Drosophila medialis är en tvåvingeart som beskrevs av Elmo Hardy 1967. Drosophila medialis ingår i släktet Drosophila och familjen daggflugor.
Artens utbredningsområde är Hawaii.